# Epidendrum blepharistes
Epidendrum blepharistes Barker ex Lindl., 1844, è una pianta della famiglia delle Orchidacee originaria dell'America tropicale.

## Descrizione
È un'orchidea di grandi dimensioni, spesso gigantesche con comportamento sia epifita su alberi della foresta umida tropicale, che terricolo (geofita). 
E. blepharistes presenta pseudobulbi fusiformi, spessi, coperti alla base da guaine fogliari evanescenti e tubolari e portanti 2 o 3 foglie coriacee di forma variabile da oblunga a lineare-oblunga fino a ellittico-oblunga, ad apice da ottuso a subacuto.
La fioritura può avvenire in qualsiasi momento dell'anno, mediante un'infiorescenza terminale, racemosa, ombrelliforme, lunga fino a 60 centimetri, che si origina dall'apice di uno pseudobulbo maturo e porta da pochi a molti fiori. Questi sono grandimediamente 6 centimetri, con petali e sepali lanceolati ad apice acuto, di colore variabile dal bianco al rosa  e con labello imbutiforme trilobato dello stesso colore.

## Biologia
Questa specie è spesso frequentata da colonie di formiche e può trarre beneficio dalla loro presenza (mirmecofilia).

## Distribuzione e habitat
La specie è originaria dell'America tropicale, in particolare di Costa Rica, Colombia, Venezuela, Ecuador, Perù e Bolivia  dove cresce epifita sugli alberi della foresta tropicale, a volte anche su alberi morti ricoperti di muschio, in zone nebbiose, oppure terricola (geofita), su ripidi pendii esposti,  da 1400 a 2500 metri di quota.

## Sinonimi
Epidendrum funkii  Rchb.f., 1850

Epidendrum brachycladium Lindl., 1853

Epidendrum brachycladium var. crassipes Lindl., 1853

Epidendrum crassipes (Lindl.) Kraenzl.,  1916

Epidendrum pachypodum Schltr.,  1920

Epidendrum dolabrilobum Ames & C.Schweinf., 1925

## Coltivazione
Questa pianta richiede molta luce, anche se non l'esposizione ai diretti raggi del sole, e temperature miti, più calde durante la fioritura.